# Holger Krahmer
Holger Krahmer (ur. 16 października 1970 w Lipsku) – niemiecki polityk i mechanik, poseł do Parlamentu Europejskiego VI i VII kadencji.

## Życiorys
Uzyskał wykształcenie średnie techniczne w zawodzie mechanika. Pracował do 1996 w Commerzbanku, później w instytucji finansowej Bankgesellschaft Berlin. Od 2001 prowadził własną działalność gospodarczą. W latach 90. wstąpił do Wolnej Partii Demokratycznej, w 1997 został wiceprzewodniczącym liberałów w Lipsku, a w 2001 członkiem rady Partii Europejskich Liberałów, Demokratów i Reformatorów.
W 2004 uzyskał mandat posła do Parlamentu Europejskiego. W wyborach w 2009 skutecznie ubiegał się o reelekcję. Zasiadł w grupie Porozumienia Liberałów i Demokratów na rzecz Europy oraz w Komisji Ochrony Środowiska Naturalnego, Zdrowia Publicznego i Bezpieczeństwa Żywności.